# Edificio Shell
El Edificio Shell es una antigua sede empresarial localizada en la parroquia San Bernardino de Caracas, Venezuela. El inmueble fue construido a finales de los años 1940 para albergar a las oficinas de la Royal Dutch Shell en el país. Desde 1963 es la sede de la Comandancia General de la Armada.

## Historia
En los inicios del boom petrolero en Venezuela en los años 1920, varias compañías trasnacionales, entre ellas la Royal Dutch Shell, alquilaron espacios de oficinas en el centro de Caracas para colocar allí divisiones de sus respectivas compañías. El auge de la actividad extractora implicó la necesidad de que la empresa centralizara su dirección en una sola sede, por lo que decidió construirse un edificio propio.
En 1945, la Shell adquirió un lote de 12.132 m² al final de la Avenida Vollmer de San Bernardino. Para la fecha, esta zona ya se encontraba experimentando un notable crecimiento urbanístico impulsado por la llegada de inversionistas extranjeros, que asimismo impulsaron la construcción de hoteles como el Ávila, el Potomac, el Astor, justamente para alojar a los empresarios petroleros de visita en el país.
Para el diseño de la sede, se contrató a la firma neoyorquina Badgeley & Bradbury. Las obras comenzaron en 1946, pero su construcción se alargaría por un espacio de cuatro años debido a la escasez de los materiales necesarios tras la Segunda Guerra Mundial. El edificio fue finalmente terminado e inaugurado en 1950, convirtiéndose en el edificio de oficinas más grande del país para el momento.
Sin embargo, con el pasar de los años, el crecimiento de la empresa comenzó a sentir una serie de insuficiencias del inmueble, entre las que se contaba la falta en el número de estacionamientos. Por esta razón, y con apenas pocos años ocupando este edificio, la Shell ordenó la construcción de una nueva sede de mayor capacidad en el este de la ciudad. El Edificio La Estancia fue concluido a finales de la década, efectuándose la mudanza en 1960.
En 1963, el edificio pasó aun nuevo uso oficial al convertirse en la sede de la Comandancia General de Armada, uso que aún mantiene en la actualidad.

## Características
El edificio posee tres pisos, con los que suma 14.430 m² de construcción, y está emplazado en un relieve medianamente elevado para que pudisese ser visto a distancia. La planta tiene una forma en E que se adosa a otra estructura que se extiende a lo largo de la base. Su entrada está marcada por una redoma de acceso, y también posee dos patios interiores de forma cuadrada.
Los exteriores están recubiertos con ladrillos, y sus proporciones tienen un esquema académico y de inspiración clásica, lo cual se evidencia en su distribución geométrica. Pese a eso, su fachada tiene rasgos propios de la arquitectura de Erich Mendelsohn, con esquinas curvas y bandas horizontales que alternan los tramos de ladrillos con los ventanales, lo que le dota a la construcción de mucha horizontalidad. Tanto la simetría como el estar emplazado en una parcela elevada remarcan un espíritu "beauxartiano" en el edificio.